# Enrique Breccia
Enrique Breccia (Buenos Aires, 26 ottobre 1945) è un fumettista, pittore e illustratore argentino.

## Carriera
Enrique Breccia, figlio di uno dei più grandi artisti latino-americani di tutti i tempi, Alberto Breccia, ha realizzato il suo primo lavoro nel 1968, quando insieme al padre ha illustrato Che. Una vita in rivolta (Vida del Che), una biografia del rivoluzionario Che Guevara scritta da Héctor Germán Oesterheld. 
Nel 1972 inizia la sua collaborazione con la casa editrice inglese Fleetway, disegnando il fumetto Spy 13 con uno pseudonimo, e poi una serie di storie di guerra per la rivista italiana Linus.
La sua collaborazione con lo sceneggiatore Carlos Trillo è iniziata nel 1976 con il fumetto El Buen Dios, immediatamente seguito da Alvar Mayor, il suo più famoso personaggio. Ha avuto diverse altre collaborazioni di successo con Trillo, come la mini serie Robin delle stelle (El Peregrino de la Estrellas), il surreale Los Viajes del Marco Mono e El Reino del Azul. Nel 1983 ha disegnato Ibáñez scritto da Robin Wood, e, l'anno seguente, El Sueñero e El Cazador del Tiempo di cui è anche sceneggiatore. Ha anche realizzato parecchi adattamenti a fumetti di romanzi famosi come L'isola del tesoro e Moby Dick. Nel 1987 ha pubblicato il romanzo a fumetti Lope de Aguirre.
Nel 2000 inizia la sua collaborazione con gli editori americani di fumetti, lavorando su X-Force per la Marvel, e per la DC Comics Legion Worlds e Batman: Gotham Knights. Nel 2002 ha disegnato il romanzo a fumetti Lovecraft, sulla vita dello scrittore H. P. Lovecraft scritto da Hans Rodionoff, per la Vertigo. Sempre per la casa editrice statunitense nel 2005 è diventato l'artista principale della serie Swamp Thing, disegnando 22 numeri fino al 2007.
Vive a Spoleto, in Italia, dove collabora con la casa editrice 001 Edizioni che pubblica le sue opere in Italia, Spagna e, prossimamente, in Francia. Importanti sono anche le sue collaborazioni per i romanzi illustrati per l'editore catalano Zorro Rojo e dell'italiana Gallucci.
Nel 2011, per il mercato francese, ha realizzato Les sentinelles, pubblicato dalle edizioni Delcourt, su testi di Xavier Dorison.
Nel 2012, per la Sergio Bonelli Editore, ha realizzato una storia di Dylan Dog pubblicata sull'ottavo volume del Dylan Dog Color Fest. Sempre per la Bonelli ha illustrato uno speciale estivo di Tex Willer (un cosiddetto Texone) intitolato Capitan Jack, su testi di Tito Faraci, pubblicato nel giugno 2016.

## Pubblicazioni
- Ian Edginton (testi), Enrique Breccia (disegni); X-Force n. 109, Marvel Comics, 1º dicembre 2000.
- Luigi Mignacco (testi), Enrique Breccia (disegni); La grande nevicata, in Dylan Dog Color Fest n. 8, Sergio Bonelli Editore, aprile 2012.
- Tito Faraci (testi), Enrique Breccia (disegni); Capitan Jack, in Speciale Tex n. 31, Sergio Bonelli Editore, giugno 2016.